# Cyclophora badiaria
Cyclophora badiaria är en fjärilsart som beskrevs av Felix Bryk 1940. Cyclophora badiaria ingår i släktet Cyclophora och familjen mätare. Inga underarter finns listade i Catalogue of Life.